# Natacha Gachnang
Natacha Gachnang, född 27 oktober 1987 i Vevey i Schweiz, är en schweizisk racerförare. Hon är kusin till racerföraren Sébastien Buemi.

## Racingkarriär
Gachnang blev sexa i Formula BMW ADAC 2005, innan hon satsade på Tyska F3-mästerskapet 2006. Efter det körde hon en säsong i Star Mazda i USA 2007. 2008 körde Gachnang i det Spanska F3-mästerskapet, där hon blev den första kvinnan som slutat på den sammanlagda prispallen någonsin. Säsongen 2009 tävlade hon i FIA Formula Two Championship och slutade 23:a totalt. 2010 körde hon Le Mans 24-timmars i en Ford GT i GT1-klassen, men tvingades bryta.